# Chad Brown (galopptränare)
Chad C. Brown, född 18 december 1978, är en amerikansk galopptränare, känd för sin expertis med ston, samt gräsunderlag.

## Bakgrund
Brown föddes och växte upp i Mechanicville, en liten stad i delstaten New York, och blev intresserad av hästar i tidig ålder under familjebesök på närliggande Saratoga Race Course. Medan han gick på gymnasiet arbetade han med amerikanska travare på Saratoga Raceway. Medan han sedan studerade djurvetenskap vid Cornell University sommarjobbade han hos Hall of Fame-invalde tränaren Shug McGaughey. Efter examen stannade Brown med McGaughey en tid, innan han fick en praktikplats hos veterinären Steve Allday.

## Karriär
Brown började arbeta som assistent till Hall of Fame-tränaren Robert Frankel 2002. Brown blev nationellt uppmärksammad i USA vid Breeders' Cup 2007, då Frankel återvände till Kalifornien för att ta hand om sin sjuka hund och Brown klev in för att ta hans plats. I Browns regi segrade Ginger Punch i Breeders' Cup Distaff.
I november 2007 startade Brown sin egen tränarrörelse, och hade då endast tio hästar i sitt stall.
Brown har tränat flera Eclipse Award-vinnare inklusive Stacelita, Big Blue Kitten, Lady Eli, Flintshire och Bricks and Mortar som utsågs till Horse of the Year 2019. Efter att ha mottagit Eclipse Award for Outstanding Trainer 2016, vann han sitt första Triple Crown-löp med Cloud Computing i 2017 års upplaga av Preakness Stakes. Han vann också Eclipse Award 2017, 2018 och 2019.